# Roger de Wendover
Roger of Wendover (Wendover?, ? - St Albans, 6 de maio de 1236) foi um monge e cronista da Inglaterra. Viveu na Abadia de Santo Albano e foi um dos mais importantes historiadores da escola de Santo Albano. Seus escritos mais conhecidos são Flores Historiarum e partes da Chronica Majora.